# Wang Changlin

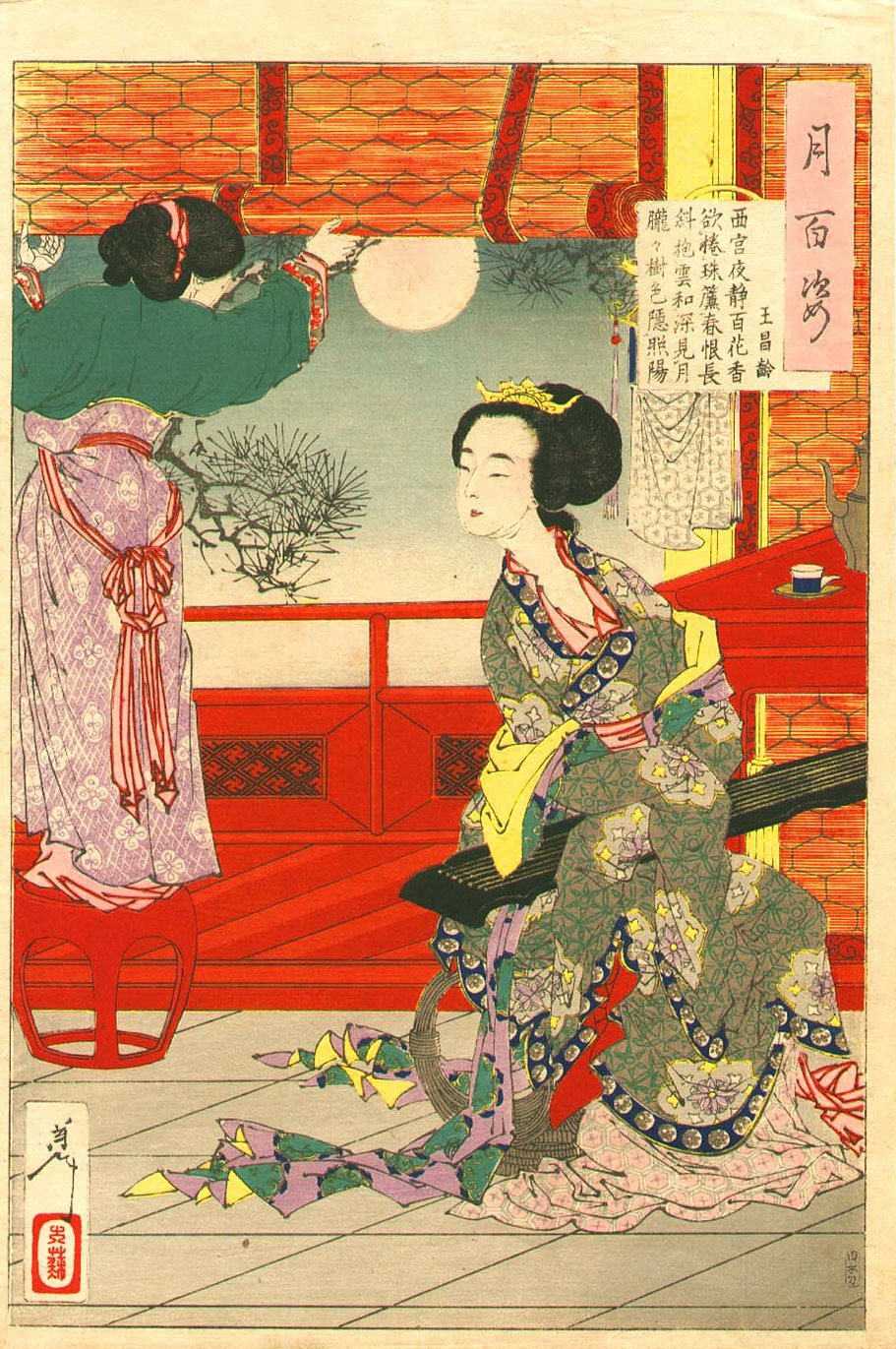
Tsukioka Yoshitohsi.Pintura sobre un poema de Wang Changling.Serie "Cien aspectos de la luna"

Wang Changlin 王昌龄 (698-755) escritor chino de la dinastía Tang.
Fue doctor y tuvo alcance a los archivos secretos del Imperio durante mucho tiempo antes de que tuviera que exiliarse. Las reseñas biográficas no dan a conocer mucho de su vida, ni siquiera se conoce el período de tiempo que vivió realmente, pero como su nombre figura entre dos personajes que vivían en tiempos del emperador Ming Huangdi, siempre se le ha creído contemporáneo a este.
Después de pasar el prestigioso examen jinshi, se convirtió en secretario oficial, y más tarde ocupó otros cargos imperiales, como oficial de correos en Sishui.  Cerca del final de su vida, fue designado ministro del condado de Jiangning. Murió en la  rebelión de An Lushan.